# Pegun állomás (1-es vonal)
Pegun (Baegun) állomás a szöuli metró 1-es vonalának állomása Incshon (Incheon) város Puphjong-ku (Bupyeong-gu) kerületében.

## Viszonylatok
| 1-es vonal                                   | 1-es vonal                                                                         | 1-es vonal                             |
| -------------------------------------------- | ---------------------------------------------------------------------------------- | -------------------------------------- |
| Puphjong (Bupyeong) Szojoszan (Soyosan) felé | Kjongin (Gyeongin) szakasz személyvonat Kjongvon (Gyeongwon) szakasz expresszvonat | Tongam (Dongam) Incshon (Incheon) felé |